# واریسلا
واریسلا (به ایتالیایی: Varisella) یک کومونه در ایتالیا است که در استان تورین واقع شده‌است.

## خصوصیات
واریسلا ۲۲٫۵ کیلومترمربع مساحت و ۷۶۴ نفر جمعیت دارد و ۵۱۴ متر بالاتر از سطح دریا واقع شده‌است.